# Álvares Machado
Álvares Machado é um município brasileiro do estado de São Paulo. Sua população estimada em 2024 era de 28.250 habitantes. O município é formado pela sede e pelo distrito de Coronel Goulart.

## História
O fundador de Álvares Machado, Manuel Francisco de Oliveira, natural de Alfenas, em 1916 chegou ao local denominado Brejão, próximo ao córrego do Leite, adquirindo as terras de propriedade da viúva de Manuel Pereira Goulart, na Fazenda Pirapó.
Lá construiu sua casa e um estabelecimento comercial, que passou a atrair outros moradores para o local.
No ano de 1919, os trilhos da Estrada de Ferro Sorocabana atingiram a região. Manoel, diante do interesse dos povoadores, loteou as terras em 1921. O governo do estado alterou o nome da estação ferroviária de Brejão para Álvares Machado, em homenagem a Francisco Álvares Machado e Vasconcelos. O transporte ferroviário, aliado à fertilidade das terras, foi o fator de desenvolvimento do núcleo, que passou a Distrito de Paz em 26 de dezembro de 1927.

### Formação territorial-administrativa
Histórico da formação do município:
- Povoado de Patrimônio de São Luís fundado em 1919, às margens da Estrada de Ferro Sorocabana.
- Distrito de paz criado com sede na vila de igual nome, no município e comarca de Presidente Prudente pela Lei nº 2.242, de 26/12/1927.
- Município criado com território desmembrado dos municípios de Presidente Prudente e Presidente Bernardes pelo Decreto-Lei nº 14.334, de 30/11/1944.

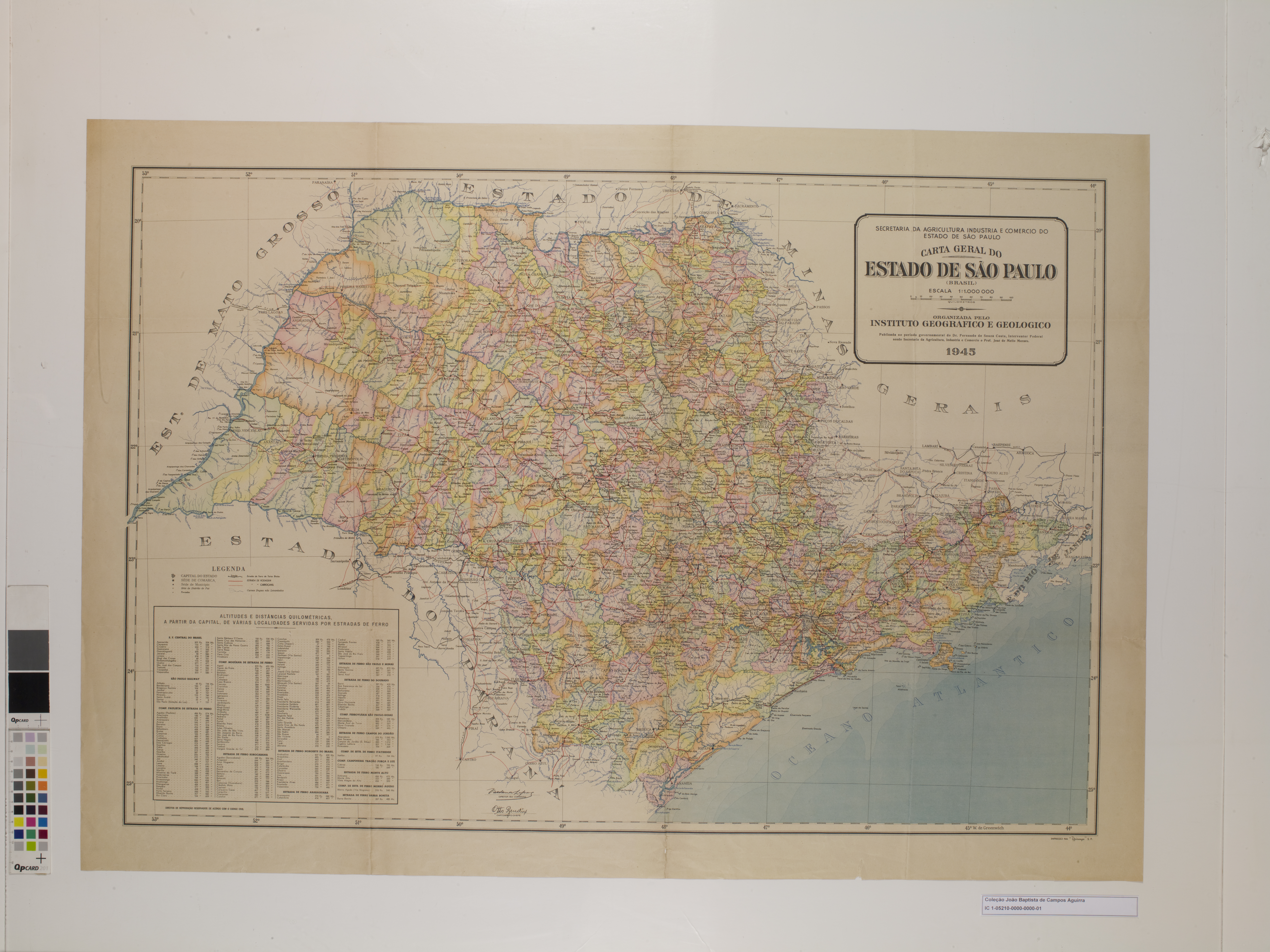
Estado de São Paulo (1944).

## Geografia

### Municípios limítrofes
Os limites do município são com os municípios de: Alfredo Marcondes, Pirapozinho, Presidente Bernardes, Presidente Prudente e Tarabai.

### Hidrografia
- Rio Santo Anastácio

Diversos córregos: do Limoeiro; São Geraldo; do Macaco; do Matadouro; da Paca; do Brejão; Ouro Verde; e Pirapozinho.

### Subdivisões
Álvares Machado é composto pela sede que leva o nome do município e pelo Distrito de Coronel Goulart.

## Demografia

### População
| Crescimento populacional                             | Crescimento populacional | Crescimento populacional | Crescimento populacional |
| Ano                                                  | População Total          |                          | %±                       |
| ---------------------------------------------------- | ------------------------ | ------------------------ | ------------------------ |
| 1946                                                 | 47 715                   |                          | —                        |
| 1950                                                 | 17 316                   |                          | −63,7%                   |
| 1958                                                 | 11 723                   |                          | −32,3%                   |
| 1960                                                 | 19 387                   |                          | 65,4%                    |
| 1970                                                 | 17 305                   |                          | −10,7%                   |
| 1980                                                 | 14 653                   |                          | −15,3%                   |
| 1991                                                 | 18 865                   |                          | 28,7%                    |
| 2000                                                 | 22 661                   |                          | 20,1%                    |
| 2010                                                 | 23 513                   |                          | 3,8%                     |
| 2022                                                 | 27 255                   |                          | 15,9%                    |
| Est. 2024                                            | 28 250                   | [ 8 ]                    | 3,7%                     |
| Fontes: Censos Demográficos IBGE e Estimativas SEADE |                          |                          |                          |

## Política e administração

### Poder Executivo
O poder executivo do município de Álvares Machado é representado pelo prefeito, auxiliado pelo seu gabinete de secretários. O primeiro prefeito municipal foi Oscar Figueiredo e Silva, entre 1945 até 1947. O atual prefeito, eleito em 2024, é Luiz Francisco Boigues, eleito pelo partido União Brasil, que recebeu 74,68% dos votos válidos no pleito. O Paço Municipal Dr. Milton Pinto de Almeida Castro situa-se na Praça da Bandeira, Centro.

### Poder Legislativo
O poder legislativo é constituído pela Câmara Municipal, composta por nove vereadores eleitos para mandatos de quatro anos. Cabe à casa elaborar votar leis fundamentais à administração e ao Executivo, especialmente o orçamento municipal (Lei de Diretrizes Orçamentárias). O município se rege por Lei Orgânica, promulgada em 5 de abril de 1990. A presidência da Câmara Municipal é exercida atualmente pelo vereador Joel Nunes (UNIÃO), eleito por seus pares para presidir a Mesa Diretora para o biênio 2025-2026. A sede do Poder Legislativo machadense se situa no logradouro Rua Monsenhor Nakamura, nº 783.

### Poder Judiciário
Álvares Machado não possui Comarca, sendo vinculada a de Presidente Prudente.

## Economia
- Estabelecimentos Comerciais 301
- Estabelecimentos Industriais na Sede 50
- Estabelecimentos Industriais no Núcleo Industrial 07

### Agricultura
Produz: milho, algodão, feijão, amendoim, macadâmia, grande variedade de frutas e verduras, sendo que a uva Itália, o produto mais destacado.

### Pecuária
Rebanho Bovino de Corte - 17.000 cabeças
Rebanho Bovino de Leite - 2.000 cabeças
Rebanho Bovino Misto - 14.000 cabeças
Produção de Leite Anual
Tipo B -   239.000 litros
Tipo C - 2.375.000 litros

## Infraestrutura

### Serviços e comunicações
Abastecimento e saneamento
O serviço de abastecimento de água e coleta de esgoto de Álvares Machado é feito pela Companhia de Saneamento Básico do Estado de São Paulo (Sabesp).
- Sede

Água 5147 ligações
Esgoto 3.054 ligações
- Coronel Goulart

Água 148 ligações
- Parque dos Pinheiros

Água 1.644 ligações
Energia elétrica
O fornecimento de energia elétrica é realizado pela Energisa.
- Sede 4.330 ligações
- Parque dos Pinheiros e Jardim Panorama 1.260 ligações

Postal
Existe uma agência da Empresa Brasileira de Correios e Telégrafos na sede do município (Álvares Machado).
Serviços financeiros
O município conta com as seguintes agências bancárias:
- Banco do Brasil S.A.
- Banco do Povo
- Banco Santander S.A
- Banco Bradesco S.A.
- Sicoob
- Sicredi

Telefonia
O sistema de telefones automáticos foi inaugurado na cidade em 1981 pela Telecomunicações de São Paulo (TELESP), que também implantou o sistema de discagem direta à distância (DDD) em 1981 com o código de área (0182). Anteriormente a cidade era atendida pela Empresa Telefônica Paulista.
Na década de 90 o código DDD da cidade foi alterado para (018), para padronização do sistema telefônico com a telefonia celular que estava sendo implantada em todo o estado.

### Segurança pública
Polícia Civil

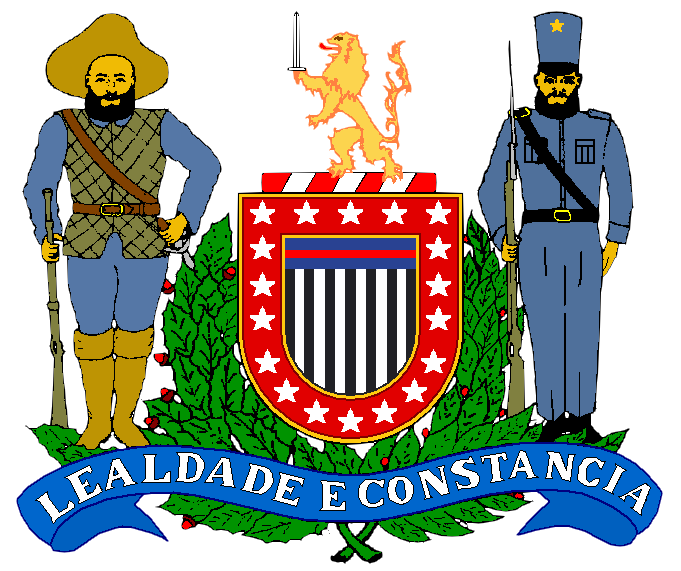
Brasão da PMSP.

O município possui uma delegacia de Polícia Civil, subordinada a Seccional de Presidente Prudente, vinculada ao Deinter 8 (Presidente Prudente).
Polícia Militar
É instalado no município a 4ª Cia (Companhia) da Polícia Militar, subordinado ao 18º BPM/I de Presidente Prudente. É sediado também no município o 1º Pel (Pelotão) da 4ª Cia PM.

### Transportes
Aéreo
Não existe aeroporto na área do Município, sendo que é utilizado o Aeroporto de Presidente Prudente.
Ferroviário
Pela cidade, também circularam trens de passageiros de longa distância da antiga Fepasa, que ligava o município à Presidente Epitácio. Esses trens foram desativados em janeiro de 1999.
Rodoviário
O terminal rodoviário de passageiros "Alcidio Gaban" serve o município com linhas regulares para as principais cidades do Estado e do Brasil. As empresas que atendem a cidade é a Empresa de Transportes Andorinha e a Jandaia Transportes.
O município possui acesso à Rodovia Raposo Tavares e também à Rodovia Júlio Budiski.

## Cultura e lazer

### Eventos
Dia da Independência Nacional e no dia da fundação do município, acontecem desfiles, onde alunos de escolas e academias, entre outros, desfilam pela Avenida das Américas, a principal da cidade, com fantasias e faixas.
- Undo-kai - Gincana esportiva familiar nipo-brasileira. Geralmente realizada em Setembro dentro associação japonesa;
- Shokon-sai - Realizada no 2º domingo de julho, no cemitério japonês, desde 1920, em homenagem aos falecidos.
- SBIRIGNIGHT FEST - Antiga festa realizada pela família Bordin em um sítio no bairro Jardim Horizonte
- Festa do Asilo - No mês de julho, desde 1980. Toda renda é destinada ao Asilo São Vicente de Paulo.
- Torneio nacional de karatê Wadoryu - Realizado em julho no ginásio municipal de esportes.
- Semana da Criança - Realizada anualmente no mês de outubro, desde 1989, oferecendo lazer a todas as crianças do município.
- Semana do município - Realizada na última semana do mês de novembro, desde 1989. São desenvolvidas nesta semana :
- Exposição de artes; desfiles com todas as entidades do município e fanfarras das cidades vizinhas;  shows musicais; Concurso de fanfarras; Gincanas esportivas e culturais.
- Clube Costa & Cia Lazer - Motocross finais de semana, rota de ciclistas, aeromodelistas, e som automotivo.
- FACAM- Feira Agropecuaria e Comercial de Alvares Machado, sempre realizada no mês de novembro em comemoração ao aniversário da cidade.

### Pontos turísticos
- Cemitério da Colônia Japonesa - bem tombado pelo Condephaat
- Museu do Padre Nakamura (Monsenhor Domingos Nakamura)
- Museu Histórico Municipal "Manoel Francisco de Oliveira"
- Praça Getúlio Vargas
- Praça da Igreja Matriz
- Santuário Morada de Deus - idealizado pelo Sr. Agripino Lima e projeto da Igreja Jesus de Nazaré de Vanessa Teodoro de Resende
- Hotel Resort Campo Belo

## Religião
O Cristianismo se faz presente na cidade da seguinte forma:

### Igreja Católica
- A igreja faz parte da Diocese de Presidente Prudente.[22]

### Igrejas Evangélicas
Entre as igrejas protestantes históricas, pentecostais e neopentecostais, encontram-se na cidade:
- Assembleia de Deus Ministério do Belém.[25][26]
- Congregação Cristã no Brasil.[27]
- Igreja Batista